# Pico bello
Pico bello of picobello is een pseudo-Italiaanse uitdrukking die betekent dat iets prima, uitstekend of piekfijn in orde is. Het woord komt voor in zowel het Nederlands als het Duits.

## Herkomst
De uitdrukking is waarschijnlijk een vervorming van piekfijn of in iets wat lijkt op Italiaans. Ook kan het een samenstelling zijn van het Nederlandse puik en het Italiaanse bello.
In het Duitse taalgebied is het woord sinds begin 20e eeuw in gebruik. In het Nederlandse taalgebied verscheen het woord na de Eerste Wereldoorlog, maar kwam pas echt in gebruik na de Tweede Wereldoorlog en was in de jaren 1960 populair onder de jeugd.
In Amsterdam bestaat de variant pikkadella.

## In populaire cultuur
- Picobello BV, een fictief klusbedrijf van beunhazen, gestalte gegeven door Waardenberg en De Jong.